# Gèdre
Gèdre (em gascão: Gèdra) foi uma antiga comuna francesa do departamento dos Altos Pirenéus, região de Occitânia. Tinha 144,6 km². Em 2010 a comuna tinha 352 habitantes (densidade: 2,4 hab./km²).
A localidade de Gèdre é uma pequena aldeia de montanha situada na confluência entre os gaves (ribeiros) de Gavarnie e de Héas.
Em 1 de janeiro de 2016, ela foi inserida no território da nova comuna de Gavarnie-Gèdre.